# Alex King (cestista)
Alex Nathanael King (Ansbach, 20 febbraio 1985) è un ex cestista tedesco.

## Carriera
Ha esordito con la Germania il 16 luglio 2013.

## Palmarès
- Campionato tedesco: 3

Skyliners Francoforte: 2003-04
Bayern Monaco: 2017-18, 2018-19
- Coppa di Germania: 3

Alba Berlino: 2014, 2016
Bayern Monaco: 2018
- Supercoppa tedesca: 2

Alba Berlino: 2013, 2014